# TerraGenesis
TerraGenesis（テラジェネシス）は、Alexander Winnによって開発、運営されているスマートフォン・タブレット向けシミュレーションゲーム。基本プレイは無料で、GP（研究と建築時間短縮、資金を即座に得る目的で使うが無くても支障無い）を有料で購入できるフリーミアムモデル。機内モードでも問題無くプレイできる。

## 概要
５つの政治派閥のいずれかに所属し、不毛の惑星や環境変動の進んだ地球などの様々な惑星をテラフォーミングを行う。人口を増やすと「文化ポイント」が増えるので、これを「独立度」に変換し最終的に惑星を地球の支配から「独立」（地球の場合は「統合」）させ、派閥ごとのクリア条件を達成すると、ゲームクリアとなる。

## 惑星

### 水星
高温の惑星で、大気、水、酸素が一切無い。

### 金星
水星と同じく高温の惑星で、水や酸素は無く、さらに厚すぎる大気がテラフォーミングを阻む。

### 地球
一分当たり「+10mK（ミリケルビン）」の割合で温暖化が発生しており、放置すれば世界が水没する。また、人口爆発による生態系崩壊にも対応する必要がある。

### 月
基本的に水星と同じだが温度だけは適温に保たれている。

### 火星
月と同様だが極地に水が少量存在し、大気を少し増やすだけですぐ適温になる。

この五つの惑星を開拓して行くことになるが、有料パックを購入するとガス惑星の主要な衛星や歴史上の地球、架空の惑星などで遊ぶことが可能。

## 政治派閥
産業が強ければ施設の建設速度は速くなるがバイオマスの拡大は遅れ、民主主義が強ければ人口増加は速くなるが、経済成長は遅くなるなどの差がある。

### ガイアの民
積極的テラフォーミング推進団体

### ヘーパイストスの民
反テラフォーミング団体、ガイアの民と敵対している

### 国連宇宙政権（UNSA）
国連の後継組織

### ホライズン・コーポレーション
経済至上主義団体

### ファー・フューチャー・インスティテュート
科学至上主義団体

## 施設

### 温度
| 名称                 | 熱量 | 大気圧   | 酸素濃度 | 水       | 水生種   | 陸生種   | 人口     | 資金     |
| -------------------- | ---- | -------- | -------- | -------- | -------- | -------- | -------- | -------- |
| 冷却施設             | -4   | 変化無し | 変化無し | 変化無し | 変化無し | 変化無し | 変化無し | 変化無し |
| 空中プラットフォーム | -40  | 変化無し | 変化無し | 変化無し | 変化無し | 変化無し | 変化無し | +2850    |
| 太陽光遮断システム   | -100 | 変化無し | -20      | 変化無し | 変化無し | 変化無し | 変化無し | -4750    |
| 発熱クラスター       | +4   | 変化無し | 変化無し | 変化無し | 変化無し | 変化無し | 変化無し | 変化無し |
| 掘削孔               | +60  | +10      | 変化無し | 変化無し | 変化無し | 変化無し | 変化無し | 変化無し |
| 軌道ミラー           | +120 | 変化無し | -20      | -10      | 変化無し | 変化無し | 変化無し | 変化無し |

### 気圧
| 名称                 | 熱量     | 大気圧 | 酸素濃度 | 水       | 水生種   | 陸生種   | 人口     | 資金     |
| -------------------- | -------- | ------ | -------- | -------- | -------- | -------- | -------- | -------- |
| エネルギー貯蔵施設   | 変化無し | -4     | 変化無し | 変化無し | 変化無し | 変化無し | 変化無し | 変化無し |
| バイオフィクス研究所 | 変化無し | -40    | +10      | 変化無し | 変化無し | 変化無し | 変化無し | 変化無し |
| 水素処理機           | +10      | -100   | 変化無し | +20      | 変化無し | 変化無し | 変化無し | +1190    |
| サーマルダスト       | 変化無し | +4     | 変化無し | 変化無し | 変化無し | 変化無し | 変化無し | 変化無し |
| ガス発生システム     | 変化無し | +60    | +10      | 変化無し | 変化無し | 変化無し | 変化無し | 変化無し |
| ポケット採掘         | 変化無し | +100   | +20      | 変化無し | 変化無し | 変化無し | 変化無し | +1190    |

### 酸素
| 名称           | 熱量     | 大気圧   | 酸素濃度 | 水       | 水生種   | 陸生種   | 人口     | 資金     |
| -------------- | -------- | -------- | -------- | -------- | -------- | -------- | -------- | -------- |
| O2フィルター   | 変化無し | 変化無し | -4       | 変化無し | 変化無し | 変化無し | 変化無し | 変化無し |
| 炭素フィクサー | 変化無し | +10      | -40      | 変化無し | 変化無し | 変化無し | 変化無し | 変化無し |
| 水メーカー     | 変化無し | 変化無し | -80      | +20      | 変化無し | 変化無し | 変化無し | 変化無し |
| 酸素収集施設   | 変化無し | 変化無し | +4       | 変化無し | 変化無し | 変化無し | 変化無し | 変化無し |
| シアノガーデン | 変化無し | -10      | +60      | 変化無し | 変化無し | 変化無し | 変化無し | 変化無し |
| 海藻ファーム   | 変化無し | -10      | +120     | +20      | 変化無し | 変化無し | 変化無し | 変化無し |

### 水
| 名称               | 熱量     | 大気圧   | 酸素濃度 | 水   | 水生種   | 陸生種   | 人口     | 資金     |
| ------------------ | -------- | -------- | -------- | ---- | -------- | -------- | -------- | -------- |
| 地中タンク         | 変化無し | 変化無し | 変化無し | -4   | 変化無し | 変化無し | 変化無し | 変化無し |
| 電解処理場         | 変化無し | 変化無し | +10      | -40  | 変化無し | 変化無し | 変化無し | 変化無し |
| アイスロケット     | 変化無し | -10      | 変化無し | -120 | 変化無し | 変化無し | 変化無し | +2850    |
| クラウドメーカー   | 変化無し | 変化無し | 変化無し | +4   | 変化無し | 変化無し | 変化無し | 変化無し |
| 帯水層ネットワーク | 変化無し | +10      | 変化無し | +40  | 変化無し | 変化無し | 変化無し | 変化無し |
| 彗星誘導システム   | -10      | 変化無し | 変化無し | +120 | 変化無し | 変化無し | 変化無し | +7600    |

### 生物圏
難易度スタンダード以上の場合、環境が整ったら生物を好きなようにゲノム編集して繁殖させることもできる。
| 名称               | 熱量     | 大気圧   | 酸素濃度 | 水       | 水生種   | 陸生種   | 人口     | 資金     |
| ------------------ | -------- | -------- | -------- | -------- | -------- | -------- | -------- | -------- |
| 潮汐センター       | 変化無し | 変化無し | 変化無し | 変化無し | +1       | 変化無し | 変化無し | 変化無し |
| 海底研究グループ   | 変化無し | 変化無し | +10      | 変化無し | +2       | 変化無し | 変化無し | 変化無し |
| リーフ研究所       | 変化無し | 変化無し | 変化無し | +20      | +3       | 変化無し | +10      | 変化無し |
| 自動生育システム   | 変化無し | 変化無し | 変化無し | 変化無し | 変化無し | +1       | 変化無し | 変化無し |
| エコシミュレーター | +10      | 変化無し | 変化無し | 変化無し | 変化無し | +2       | 変化無し | 変化無し |
| 動物学会           | 変化無し | +20      | 変化無し | -20      | 変化無し | +3       | 変化無し | 変化無し |

### 人口
| 名称             | 熱量     | 大気圧   | 酸素濃度 | 水       | 水生種   | 陸生種   | 人口   | 資金     |
| ---------------- | -------- | -------- | -------- | -------- | -------- | -------- | ------ | -------- |
| 居住ユニット     | 変化無し | 変化無し | 変化無し | 変化無し | 変化無し | 変化無し | +85    | 変化無し |
| 居住ビル         | 変化無し | 変化無し | +10      | 変化無し | 変化無し | 変化無し | +2125  | 変化無し |
| 居住ドーム       | 変化無し | 変化無し | +10      | +20      | 変化無し | 変化無し | +42500 | 変化無し |
| 子供センター     | 変化無し | 変化無し | 変化無し | 変化無し | 変化無し | 変化無し | +10    | 変化無し |
| 交通ネットワーク | 変化無し | 変化無し | -10      | 変化無し | 変化無し | 変化無し | +84    | 変化無し |
| 宇宙港           | 変化無し | +10      | 変化無し | 変化無し | 変化無し | 変化無し | +126   | +9500    |

### 収入
鉱山を建設し炭素、鉄、銀、パラジウム、ロジウム採掘で資金を得ることができるが、鉱山を壊すと資源の埋蔵量が減ってしまう。